# Saint-Jouin-de-Milly
Saint-Jouin-de-Milly és un municipi francès situat al departament de Deux-Sèvres i a la regió de la Nova Aquitània. L'any 2007 tenia 207 habitants.

## Demografia

### Població
El 2007 la població de fet de Saint-Jouin-de-Milly era de 207 persones. Hi havia 87 famílies de les quals 16 eren unipersonals (12 homes vivint sols i 4 dones vivint soles), 39 parelles sense fills, 24 parelles amb fills i 8 famílies monoparentals amb fills.
La població ha evolucionat segons el següent gràfic:
Habitants censats

### Habitatges
El 2007 hi havia 97 habitatges, 85 eren l'habitatge principal de la família, 7 eren segones residències i 5 estaven desocupats. 94 eren cases i 2 eren apartaments. Dels 85 habitatges principals, 71 estaven ocupats pels seus propietaris, 12 estaven llogats i ocupats pels llogaters i 2 estaven cedits a títol gratuït; 1 tenia una cambra, 5 en tenien dues, 3 en tenien tres, 17 en tenien quatre i 59 en tenien cinc o més. 83 habitatges disposaven pel capbaix d'una plaça de pàrquing. A 37 habitatges hi havia un automòbil i a 43 n'hi havia dos o més.

### Piràmide de població
La piràmide de població per edats i sexe el 2009 era:
| Homes | Edats   | Dones |
| ----- | ------- | ----- |
| 0     | 95 o +  | 0     |
| 0     | 90 a 94 | 0     |
| 4     | 85 a 89 | 0     |
| 0     | 80 a 84 | 0     |
| 0     | 75 a 79 | 0     |
| 4     | 70 a 74 | 4     |
| 8     | 65 a 69 | 8     |
| 4     | 60 a 64 | 20    |
| 4     | 55 a 59 | 4     |
| 16    | 50 a 54 | 20    |
| 4     | 45 a 49 | 12    |
| 16    | 40 a 44 | 0     |
| 16    | 35 a 39 | 12    |
| 0     | 30 a 34 | 0     |
| 8     | 25 a 29 | 8     |
| 28    | 20 a 24 | 0     |
| 12    | 15 a 19 | 8     |
| 12    | 10 a 14 | 4     |
| 16    | 5 a 9   | 4     |
| 0     | 0 a 4   | 4     |

## Economia
El 2007 la població en edat de treballar era de 139 persones, 94 eren actives i 45 eren inactives. De les 94 persones actives 89 estaven ocupades (50 homes i 39 dones) i 5 estaven aturades (3 homes i 2 dones). De les 45 persones inactives 23 estaven jubilades, 14 estaven estudiant i 8 estaven classificades com a «altres inactius».

### Ingressos
El 2009 a Saint-Jouin-de-Milly hi havia 86 unitats fiscals que integraven 213 persones, la mediana anual d'ingressos fiscals per persona era de 14.651 €.

### Activitats econòmiques
Els 2 establiments que hi havia el 2007 eren d'empreses de serveis.
L'any 2000 a Saint-Jouin-de-Milly hi havia 18 explotacions agrícoles que ocupaven un total de 516 hectàrees.

## Poblacions més properes
El següent diagrama mostra les poblacions més properes.